# Willi Oelgardt
 (juillet 2016).
Si vous disposez d'ouvrages ou d'articles de référence ou si vous connaissez des sites web de qualité traitant du thème abordé ici, merci de compléter l'article en donnant les références utiles à sa vérifiabilité et en les liant à la section « Notes et références ».
Willi Oelgardt (né le 31 octobre 1912 et mort le 12 décembre 1973) était un footballeur et entraîneur allemand.

## Biographie
Willi Oelgardt évolua comme défenseur, dans le club de SV Victoria 96 Magdebourg, en Gauliga Centre de 1933 à 1937, mais il ne remporta rien.
Il entama une carrière d'entraîneur dès 1950 avec le club de BSG Aktivist Brieske-Ost, pendant une saison, puis dirigea la sélection est-allemande, ce qui fit de lui le premier sélectionneur de la RDA. Il dirigea de 1952 à 1953 (21/9/52-14/6/53), soit trois matchs contre la Pologne, la Roumanie et la Bulgarie, se soldant tout d'abord par deux défaites et un match nul. Il quitta la sélection pour le club de Motor Oberschöneweide, de 1953 à 1955. 
Ensuite vu le contexte politique de l'époque, il s'enfuit à Berlin-Ouest en 1955, puis entraîna par la suite trois clubs berlinois (Tennis Borussia Berlin, Minerva 93 Berlin (en) et SpVgg Blau-Weiß 1890 Berlin).

## Clubs

### En tant que joueur
- 1933-1937 :  SV Victoria 96 Magdebourg

### En tant qu'entraîneur
- 1950-1951 :  BSG Aktivist Brieske-Ost
- 1952-1953 :  Allemagne de l'Est
- 1953-1955 :  Motor Oberschöneweide
- 1955-?? :  Tennis Borussia Berlin
- SC Minerva 93 Berlin
- SpVgg Blau-Weiß 1890 Berlin